# کیران مورتاگ
کیران مورتاگ (انگلیسی: Keiran Murtagh؛ زادهٔ ۲۹ اکتبر ۱۹۸۸) بازیکن فوتبال اهل آنتیگوآ و باربودا است.
از باشگاه‌هایی که در آن بازی کرده‌است می‌توان به باشگاه فوتبال وایکام واندررز، باشگاه فوتبال ووکینگ، باشگاه فوتبال یئوویل تاون، باشگاه فوتبال مکلسفیلد تاون، باشگاه فوتبال کمبریج یونایتد، و باشگاه فوتبال منزفیلد تاون اشاره کرد.
وی همچنین در تیم‌های ملی فوتبال جمهوری ایرلند و آنتیگوا و باربودا بازی کرده‌است.